# 1926 en sports équestres
Chronologie des sports équestres
- 1925 en sports équestres - 1926 en sports équestres - 1927 en sports équestres

Cet article présente les faits marquants de l'année 1926 en sports équestres.

## Événements

### Année
- première édition du concours hippique international de Genève[1].